# Takako Miyazaki
Takako Miyazaki (* 1982 in Osaka) ist eine japanische klassische Pianistin.
Miyazaki studierte am Tokyo College of Music bei Mieko Harimoto Klavier. „Nach ihrem Abschluss 2008 setzte sie ihre Studien an der Hochschule für Musik, Theater und Medien Hannover bei Gerrit Zitterbart fort. Sie legte 2010 und 2011 ihre Diplomprüfung in den Fächern Klavier und Historische Tasteninstrumente ab.“ Anschließend studierte sie den Masterstudiengang Hammerflügel. Ab 2009 studierte sie zusätzlich Liedbegleitung bei Jan Philip Schulze.
„Mit dem deutschen Bariton Samuel Hasselhorn zusammen gewann Miyazaki 2011 beim 59. Hochschulwettbewerb in Lübeck einen Förderpreis im Bereich Lied-Duo, im September 2013 erhielten beide den ersten Preis des Internationalen Schubert-Wettbewerbs Dortmund“.